# Chalinula zeae
Chalinula zeae är en svampdjursart som beskrevs av de Weerdt 2000. Chalinula zeae ingår i släktet Chalinula och familjen Chalinidae. Inga underarter finns listade i Catalogue of Life.